# Kemény László (kormányzó)
Kemény László (báró) Erdély főkormányzója 1758 és 1762 között, Kemény János fejedelem unokája.

## Élete
Kemény László Erdély egyik legrégibb családjának egyikéből, a Gyerő-monostori grófi és bárói családból származott. Szülei Kemény Simon (1663) és Perény Kata voltak. Felesége Pekry Anna volt. Három testvéréről tudunk; lánytestvére Mária Haller István neje lett. Fiútestvérei közül V. János, belső-szolnoki főispán volt, ki Teleki Mihály lányát, Teleki Annát vette nőül, és egyúttal alapítója lett a grófi ágnak, Míg másik fiútestvére II. Simon (1704), kinek neje Vay Anna volt. 
Kemény László pontos születési helye és ideje nem ismert, valamikor az 1700-as évek első felében születhetett. Erdélyben, Mária Terézia uralkodása idején, a hétéves háború alatt választották meg főkormányzónak (gubernátornak); a tisztség elnyerése érdekében katolikus hitre tért. Hivatalát a fennmaradt adatok szerint 1758. július 6-tól 1762. május 7-ig töltötte be, amikor lemondott, hogy megelőzze felmentését. A gubernium elnöke ekkor b. Buccow Adolf lett.